# Hirbernock
Der Hirbernock (3010 m s.l.m., italienisch Cima di Moia) ist der dritthöchste Berg der Durreckgruppe, eines Südtiroler Gebirgszugs, der das Ahrntal im Norden vom Reintal im Süden trennt. Er befindet sich im von Nordosten nach Südwesten verlaufenden Hauptkamm der Gruppe, etwa zwei Kilometer nordöstlich des Durrecks (3135 m s.l.m.), des Hauptgipfels der Gruppe. Ein Teil des Gratverlaufs zwischen Hirbernock und Durreck wird Gamskarschneide genannt, aus der mehrere Graterhebungen aufragen, die knapp die 3000-Meter-Marke verfehlen. In der nordwestlichen Fortsetzung des Hauptkamms ragt in knapp 1,5 Kilometer Entfernung der recht markante Katzenkofel (2912 m s.l.m.) auf. Das gesamte Gebiet ist im Naturpark Rieserferner-Ahrn unter Schutz gestellt.
Die erste dokumentierte Besteigung des Hirbernock erfolgte im Jahr 1863 durch Carl Sonklar, möglicherweise wurde er von Einheimischen bereits früher bestiegen. Seit September 2013 befindet sich am Gipfel ein kleines, nur von der Südseite zu sehendes Gipfelkreuz.

## Anstiegsmöglichkeiten
Der meist begangene Anstieg startet in Rein und führt in nordwestlicher Richtung auf Almwegen zur Hirberalm. Von dort geht es weglos über Wiesenhänge in Richtung der markanten Südschulter des Berges (2558 m), auf der sich ein weithin sichtbarer Steinmann befindet. Von dort geht es in nördlicher Richtung weiter, am besten in einer Senke links (westlich) des im unteren Bereich deutlichen Südgrats des Berges. So gelangt man an den Hauptkamm in eine Scharte zwischen Südwestgipfel (2995 m) und Hauptgipfel. Die letzten Meter folgt man dem Hauptkamm, teilweise direkt auf dem Grat oder in der Flanke rechts (südöstlich) davon.
Bei sicherer Schneelage ist die Besteigung des Hirbernocks auch im Rahmen einer Skitour möglich. Die Anstiegs- und Abfahrtsroute entspricht dabei ab der Hirberalm weitgehend jener im Sommer.